# Zee Cine Award/Beste Musik
Der Zee Cine Award Best Music Director ist eine Kategorie des indischen Filmpreises Zee Cine Award.
Der Zee Cine Award Best Music Director wird von der Jury gewählt. Der Gewinner wird in der Verleihung bekanntgegeben. Die Verleihung findet jedes Jahr im März statt.
A. R. Rahman ist in der Kategorie der erfolgreichste Gewinner mit insgesamt sechs Auszeichnungen.
Gewinner der Preise:
| Jahr | Komponist          | Film                  | Deutscher Titel                    |
| ---- | ------------------ | --------------------- | ---------------------------------- |
| 1998 | Uttam Singh        | Dil To Pagal Hai      | Mein Herz spielt verrückt          |
| 1999 | Jatin-Lalit        | Kuch Kuch Hota Hai    | Und ganz plötzlich ist es Liebe …  |
| 2000 | A. R. Rahman       | Taal                  | —                                  |
| 2001 | Rajesh Roshan      | Kaho Naa... Pyaar Hai | Liebe aus heiterem Himmel          |
| 2002 | A. R. Rahman       | Lagaan                | Lagaan – Es war einmal in Indien   |
| 2003 | Nadeem-Shravan     | Raaz                  | —                                  |
| 2003 | A. R. Rahman       | Saathiya              | Saathiya – Sehnsucht nach dir      |
| 2004 | Himesh Reshammiya  | Tere Naam             | —                                  |
| 2005 | Anu Malik          | Main Hoon Na          | Ich bin immer für Dich da!         |
| 2006 | Shankar-Ehsaan-Loy | Bunty Aur Babli       | —                                  |
| 2007 | A. R. Rahman       | Rang De Basanti       | Rang De Basanti – Die Farbe Safran |
| 2008 | A. R. Rahman       | Guru                  | Guru                               |
| 2009 | kein Preis         |                       |                                    |
| 2010 | kein Preis         |                       |                                    |
| 2011 | Sajid-Wajid        | Dabangg               | —                                  |
| 2012 | A. R. Rahman       | Rockstar              | —                                  |
| 2013 | Pritam Chakraborty | Cocktail              | —                                  |